# Canton de Montreuil-Ouest
Le canton de Montreuil-Ouest est une ancienne division administrative française située dans le département de la Seine-Saint-Denis et la région Île-de-France.
Les trois anciens cantons de Montreuil ont été répartis lors du redécoupage cantonal de 2014 en France dans les nouveaux cantons de Montreuil-1 et Montreuil-2.

## Histoire

### Canton dudépartement de la Seine
Voir canton de Montreuil-Est.

### Canton de Seine-Saint-Denis
Le canton de Montreuil-Ouest a été créé par le décret du 20 juillet 1967, lors de la constitution du département de la Seine-Saint-Denis. Il était alors constitué d'une partie de la commune de Montreuil.
Lors du redécoupage cantonal de 1976 est créé le canton de Montreuil-Nord, qui comprend une partie de la commune de Montreuil, par démembrement des cantons de Montreuil-Ouest, Montreuil-Est et de Romainville.
Un nouveau découpage territorial de la Seine-Saint-Denis entré en vigueur à l'occasion des premières élections départementales suivant le décret du 21 février 2014. Les conseillers départementaux sont, à compter de ces élections, élus au scrutin majoritaire binominal mixte. Les électeurs de chaque canton élisent au Conseil départemental, nouvelle appellation du Conseil général, deux membres de sexe différent, qui se présentent en binôme de candidats. Les conseillers départementaux sont élus pour 6 ans au scrutin binominal majoritaire à deux tours, l'accès au second tour nécessitant 12,5 % des inscrits au 1er tour. En outre, la totalité des conseillers départementaux est renouvelée. Ce nouveau mode de scrutin nécessite un redécoupage des cantons dont le nombre est divisé par deux avec arrondi à l'unité impaire supérieure si ce nombre n'est pas entier impair, assorti de conditions de seuils minimaux. En Seine-Saint-Denis, le nombre de cantons passe ainsi de 40 à 21.
Dans ce cadre, les trois anciens cantons qui regroupaient la commune de Montreuil sont répartis dans les nouveaux cantons de Montreuil-1 et Montreuil-2, à compter des élections départementales françaises de 2015.

## Représentation
| Période | Période | Identité                   | Étiquette     | Qualité                                                                           |
| ------- | ------- | -------------------------- | ------------- | --------------------------------------------------------------------------------- |
| 1967    | 1985    | Jean-Pierre Périllaud      | PCF           | Ajusteur Adjoint au maire de Montreuil Conseiller régional                        |
| 1985    | 1992    | Alain Robert               | CNIP puis RPR | Conseiller municipal du Blanc-Mesnil Conseiller régional                          |
| 1992    | 1998    | Marc Gaulin                | RPR           | Huissier Conseiller municipal de Montreuil                                        |
| 1998    | 2004    | Catherine Puig (1957-2005) | PCF           | Conseillère municipale de Montreuil Députée suppléante de Jean-Pierre Brard       |
| 2004    | 2011    | Manuel Martinez            | PS            | Professeur des écoles Adjoint au maire de Montreuil (2001 → 2008)                 |
| 2011,   | 2015    | Belaïde Bedreddine         | PCF           | Adjoint au maire de Montreuil (2014 → ) Elu en 2015 dans le Canton de Montreuil-2 |

## Composition
La commune de Montreuil était divisée en trois cantons. Les deux autres étaient le canton de Montreuil-Est et le canton de Montreuil-Nord.
| Communes                   | Population (2012) | Code postal | Code Insee |
| -------------------------- | ----------------- | ----------- | ---------- |
| Montreuil, commune entière | 103 068           | 93 100      | 93 048     |

### Période 1967 - 1976
Le canton de Montreuil-Ouest comprenait, selon la toponymie du décret de 1967, « la partie de la commune de Montreuil délimitée au Nord par l'axe de la rue Hoche, l'axe de la rue Buffon (depuis l'avenue Pasteur jusqu'à la rue des Caillots), l'axe de la rue des Caillots (jusqu'à l'avenue Faidherbe), l'axe de l'avenue Faidherbe (jusqu'au rond-point d'Alsace-Lorraine) ; à l'Est par l'axe du boulevard Henri-Barbusse (depuis le rond-point d'Alsace-Lorraine jusqu'à la place de l'Eglise), l'axe de la rue Pépin, l'axe de la rue de Rosny (jusqu'à la rue du Capitaine-Dreyfus, anciennement rue Gallieni), l'axe de la rue Gallieni (jusqu'à l'avenue du Président-Wilson), l'axe de l'avenue du Président-Wilson (jusqu'à l'avenue Gabriel-Péri), l'axe de l'avenue Gabriel-Péri (jusqu'à la rue de Stalingrad), l'axe de la rue de Stalingrad ».

### Période 1976 - 2015
Après le redécoupage de 1976, le canton était constitué par « la partie Ouest de la commune de Montreuil délimitée par l'axe des voies ci-après : boulevard de Chanzy. (jusqu'à la place Jacques-Duclos), avenue de la Résistance, rue .Alexis-Pesnon (jusqu'à la rue Rabelais), rue Rabelais, rue Victor-Hugo, rue du 18-Août, boulevard Paul Vaillant-Couturier (jusqu'au rond-point de Strasbourg), boulevard Henri-Barbusse (jusqu'à la place de l'Eglise), place de l'Eglise, rue Pépin, rue de Rosny, rue de Stalingrad jusqu'à la limite communale avec Fontenay-sous-Bois ».

## Démographie
| 1962 | 1968 | 1975 | 1982 | 1990   | 1999   | 2006   | 2011   | - | - |
| ---- | ---- | ---- | ---- | ------ | ------ | ------ | ------ | - | - |
| -    | -    | -    | -    | 29 634 | 28 508 | 33 019 | 35 550 | - | - |